# Winterschlaf

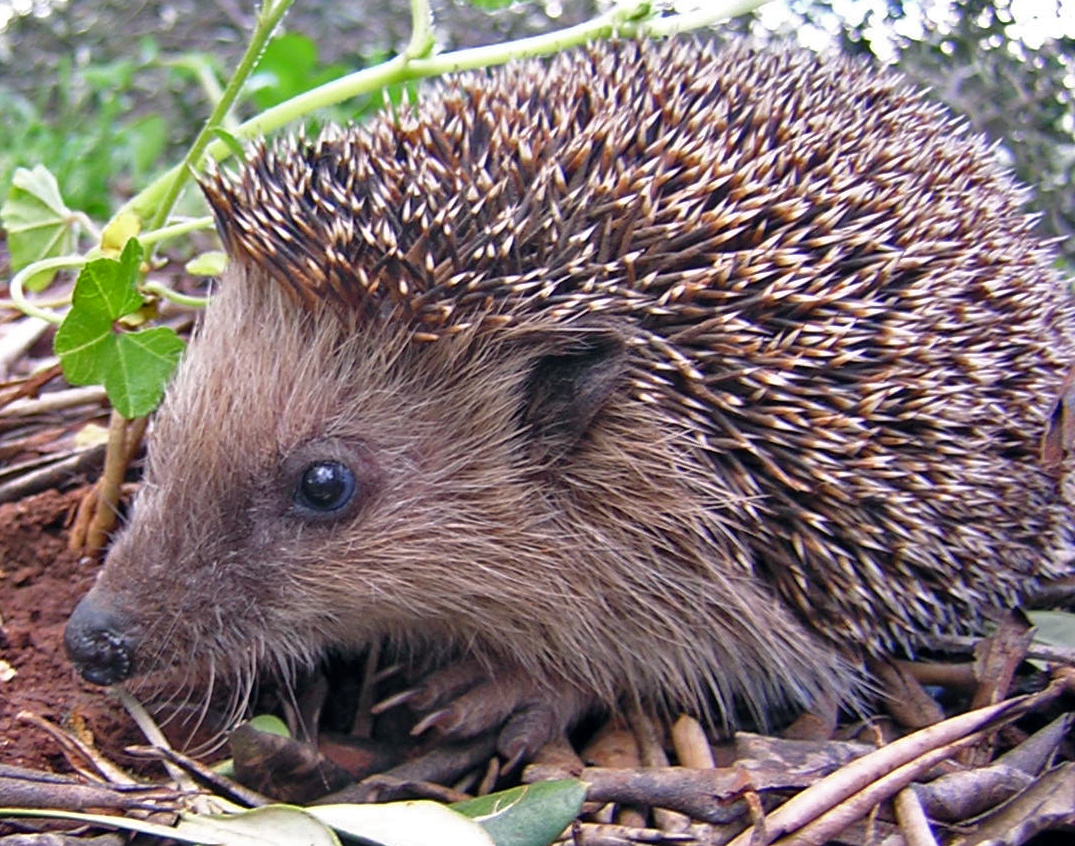
Der Braunbrustigel hält Winterschlaf mit Unterbrechungen

Als Winterschlaf oder Hibernation bezeichnet man einen saisonalen mehrtägigen Torpor in manchen Säugetieren und einer Vogelart, der durch eine Herabsetzung der Stoffwechselaktivität und Körpertemperatur definiert ist und für gleichwarme Tiere die wirksamste Methode um Energie zu sparen ist. Die meisten Winterschläfer tun dies im Winter bei niedrigen Temperaturen, jedoch gibt es auch Säugetiere, die Lemuren, die bei tropischem Klima Winterschlaf nutzen, um Trockenzeiten zu überbrücken. Da normale Körperfunktionen durch die geringe Stoffwechselaktivität und Körpertemperatur während mehrtägigem Torpor gestört sind, unterbrechen Winterschläfer regelmäßig den Torpor, um unter anderem das Immunsystem hochzufahren.
Typische Winterschläfer unter den mitteleuropäischen Säugetieren sind die Fledermäuse, aber auch die vier heimischen Arten der Bilche, das Alpenmurmeltier, der Ziesel, der Feldhamster, die Waldbirkenmaus und der Braunbrust- und Weißbrustigel. Allen Winterschläfern ist gemein, dass sie sich bei äußeren Störungen rasch auf Normaltemperatur erwärmen können. Dies wird durch Hormonausschüttungen der Hypophyse gesteuert. Bei der Erwärmung verbrauchen sie erhebliche Mengen Fett, weshalb die Tiere nach häufigen Störungen des Winterschlafs verhungern können.
Mit der zeitlichen Organisation des Winterschlafs beschäftigt sich die Chronobiologie.

## Das Verhalten der Winterschläfer in den kalten Jahreszeiten

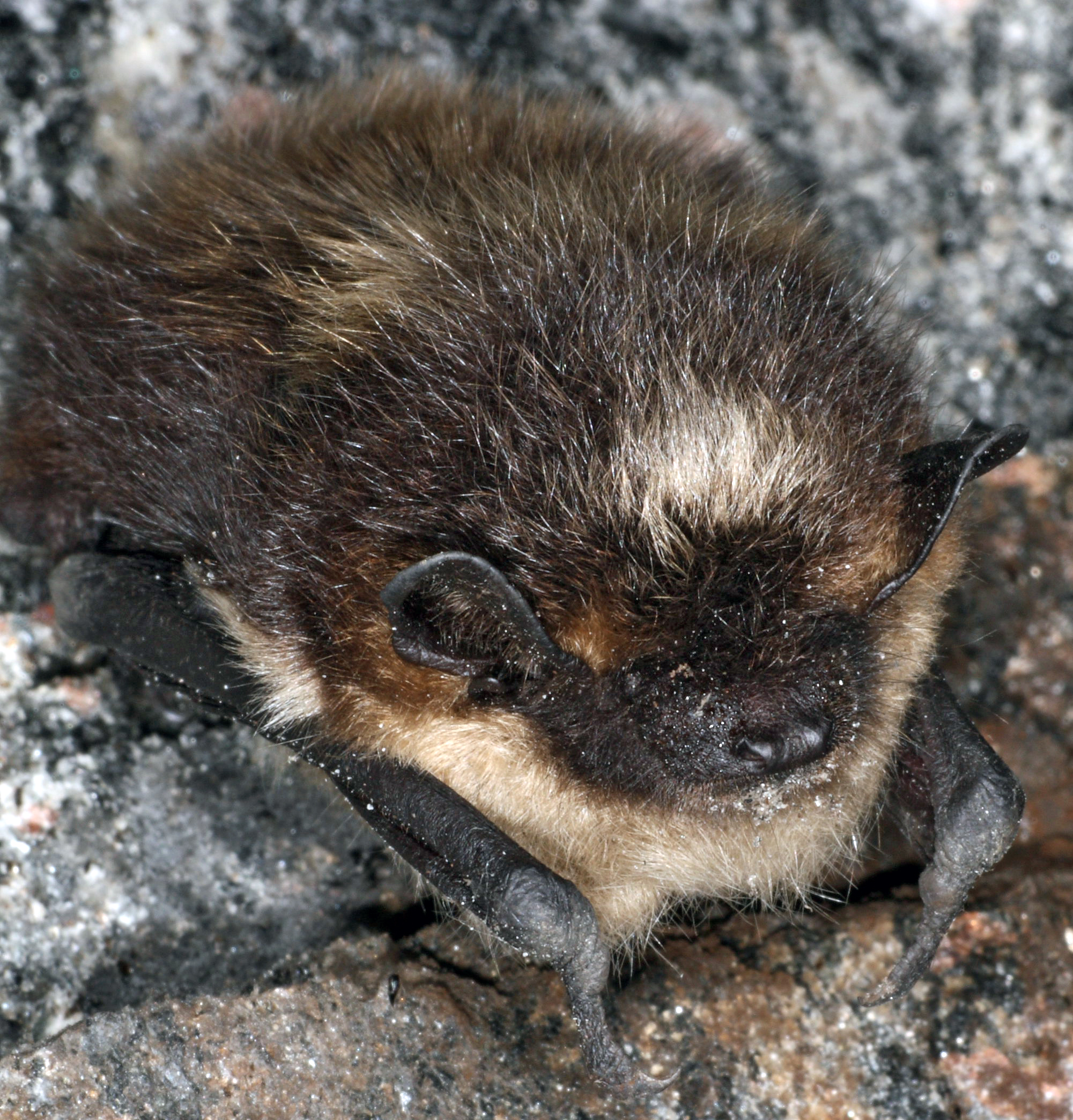
Fledermaus beim Winterschlaf

Die Winterschläfer suchen im Herbst isolierte Winterquartiere auf, an denen sie vor der strengen Kälte geschützt sind (hohle Baumstämme, Erdhöhlen und dergleichen). In diesem Winterquartier verbringen sie mit geschlossenen Augenlidern den Winter in einem energetischen Sparzustand, dem so genannten Torpor. Ihre normale Körpertemperatur sinkt dabei auf die Temperatur des Winterquartiers ab (Thermoregulation). Alle Körperfunktionen sind in diesem Zustand stark vermindert. Die Atmung ist schwach, der Herzschlag verlangsamt. Murmeltiere senken zum Beispiel während des Winterschlafs ihre Körpertemperatur von 39 auf bis zu 7 °C ab. Ihr Herz schlägt statt hundertmal nur noch zwei- bis dreimal pro Minute. Die Atempausen können bis zu eine Stunde betragen. Absonderungsprodukte des Darmkanals und der Leber sammeln sich bei Winterschläfern im unteren Teil des Darms an und werden gleich nach dem Erwachen ausgeschieden. Nahrung wird im Torporzustand nicht aufgenommen, höchstens in den gelegentlichen Wachphasen. Die Tiere zehren stattdessen von ihren Fettreserven, welche sie sich im Herbst und frühem Winter angefressen haben. Murmeltiere verkleinern während des Winterschlafes sogar Magen und Darm um die Hälfte, Leber und Nieren um etwa 30 Prozent. Ein spezielles braunes Fettgewebe, das insbesondere im Schulter- und Nackenbereich der Winterschläfer liegt, dient ausschließlich der Wärmeproduktion. In der Spätphase des Aufwachens wird der Körper zusätzlich durch Muskelzittern wieder auf Normaltemperatur gebracht. Je höher die Körpertemperatur wird, desto schneller atmen die Tiere.
Manche Winterschläfer wie die Murmeltiere halten einen sozialen Winterschlaf, bei dem in jedem Bau bis zu 20 Eltern- und Jungtiere eng nebeneinander ruhen, so dass sie sich gegenseitig aufwärmen können, wenn die winterlichen Temperaturen zu stark absinken. Das erhöht vor allem die Chancen der Jungtiere, die über weniger Energiereserven verfügen, auch härtere Winter zu überstehen.

## Die Dauer des Winterschlafs
Die Dauer des Winterschlafs ist bei den einzelnen Winterschläfern unterschiedlich. Beim Igel sind es drei bis vier Monate; Siebenschläfer verbringen sechs bis sieben Monate im Winterschlaf (daher auch ihr deutscher Name). Man darf jedoch nicht der falschen Vorstellung unterliegen, dass es sich beim Winterschlaf um einen mehrmonatigen Dauerschlaf ohne Pause handelt. Vielmehr verläuft der Schlaf meist in Abschnitten, wobei sich längere Phasen der Ruhe mit stark reduziertem Stoffwechsel mit kurzen Wachphasen abwechseln. Während zum Beispiel Igel eine Torpordauer von 1 bis 3 Wochen haben, schlafen Siebenschläfer etwa 20 bis 33 Tage am Stück. Zu oft dürfen die Tiere während des Winters allerdings nicht aufwachen, weil jede zwischenzeitliche Aufwachphase an den Energiereserven zehrt, so dass die Fettdepots zu früh aufgebraucht würden und für den eigentlichen Aufwachvorgang im Frühjahr nicht mehr zur Verfügung stünden.
Wissenschaftler haben für ein Experiment extra gemästete Haselmäuse länger als ein Jahr im Winterschlaf gehalten.

## Mögliche Auslöser für den Winterschlaf
Als Auslöser für den lang anhaltenden Ruhezustand wurden traditionell äußere Faktoren wie das Sinken der Außentemperaturen oder der Nahrungsmangel im Herbst angeführt. Doch sollen nach Ansicht von Experten neben den kürzeren Tageslängen als Signalgeber vor allem innere Faktoren wie die Umstellung des Hormonhaushalts – ein Nachlassen der Bestrahlung mit ultraviolettem Licht durch die schwächere Sonne führt zu einer geringeren Erzeugung von Vitamin D, was Erstarrungshormone in Gang setzt – oder die innere Uhr, die einem jahreszeitlich bedingten Rhythmus unterworfen ist, für die Auslösung des Winterschlafs verantwortlich sein. So scheint die innere Uhr die Bildung von Fettdepots und dies wiederum die Schlafbereitschaft zu beeinflussen. Selbst der narkotisierende Einfluss einer höheren Kohlendioxidkonzentration in den Schlafhöhlen wurde als auslösender Faktor für den Winterschlaf diskutiert.

## Das Aufwachen im Frühjahr
Die Ursache für das Aufwachen im Frühjahr ist immer noch nicht genau bekannt. Steigende Umgebungstemperaturen und die Anreicherung von Stoffwechselendprodukten im Körper könnten als Wecksignale dienen. Sind Wecksignale vorhanden, werden von der Hypophyse Hormone ausgeschüttet, die für Wärmeerzeugung durch das braune Fettgewebe sorgen. Hat sich die Körperkerntemperatur bis auf etwa 15 Grad Celsius erhöht, kann zusätzliches Muskelzittern zur weiteren Temperaturerhöhung beitragen. Der Kopf- und Rumpfbereich mit den lebenswichtigen Organen wird hierbei zuerst erwärmt, als letztes folgen die Extremitäten.

## Auswirkungen des Winterschlafs
Einige Winterschläfer wie Fledermäuse, Siebenschläfer und Haselmäuse sterben, wenn sie gewaltsam am Winterschlaf gehindert werden. Dachse und Hamster können dagegen ohne die Winterschlafphase überleben.
Untersuchungen der Universität Wien an Zieseln haben gezeigt, dass der mehrmonatige Winterschlaf negative Auswirkungen auf die Gedächtnisleistungen der Winterschläfer hat. Im Vergleich zu Tieren, die keinen Winterschlaf gehalten hatten, waren die Ziesel nach ihrer langen Schlafphase nicht mehr in der Lage, vorher erlernte Aufgaben zu lösen (zum Beispiel einen Weg im Labyrinth zu finden oder den Hebel eines Futterautomaten zu bedienen). Eine Erklärung dafür könnte die niedrige neuronale Aktivität während des Torpors sein. Man hat sogar nachgewiesen, dass Verbindungen zwischen Nervenzellen im Gehirn während des Winterschlafs abgebaut werden.

## Abgrenzung

### Winterruhe
Entgegen der weit verbreiteten Annahme gibt es keine Winterruhe. Während bei zum Beispiel Schwarzbären eine hohe Körpertemperatur während dem Überwintern als Abgrenzung zum Winterschlaf galt, konnte gezeigt werden, dass die Stoffwechselaktivität stark sinkt und die hohe Körpertemperatur ein Ergebnis der großen wärmespeichernden Masse ist.

### Kältestarre
Abzugrenzen ist der Winterschlaf von der Kältestarre, wie sie bei vielen poikilothermen Tieren – den Reptilien, Amphibien und Fischen, aber auch Weichtieren und Gliederfüßern, in den gemäßigten Klimazonen vorkommt. Im Gegensatz zum Winterschlaf kann bei der Kältestarre die Körpertemperatur nicht geregelt werden, sondern sie entspricht der Umgebungstemperatur. Fällt diese zu stark, erfrieren wechselwarme Tiere. Glukose oder Harnstoff können bei leichtem Frost das Einfrieren der Körperflüssigkeiten mindern.
Teichmolche verbringen 3 bis 4 Monate, Blindschleichen und Kreuzottern 4 bis 5 Monate, Laubfrösche und Zauneidechsen 5 bis 6 Monate im Zustand der Winterstarre.

### Winterliche Ruhezustände bei Hirschen
In jüngster Zeit wurde zur Winterzeit auch ein Ruhezustand mit einem Abfall der Körpertemperatur auf bis zu 15 Grad Celsius bei einheimischen Hirschen festgestellt. Durch die Herabsetzung ihrer Stoffwechselaktivität in der nächtlichen Ruhephase sind die Tiere in der Lage, die kalte Jahreszeit besser zu überstehen. Versuche der Veterinärmedizinischen Universität Wien ergaben, dass diese Regulationsmechanismen der Körpertemperatur und des Stoffwechsels vom Nahrungsangebot beeinflusst werden. Eiweißreiche Nahrung, die untypisch für die Winterzeit ist, könnte für unnötig hohe Stoffwechselaktivität im Winter verantwortlich sein. Eine nicht artgerechte Winterfütterung könnte so Hunger im Frühjahr erzeugen, da der Stoffwechsel nicht reduziert wurde, was wiederum zu Verbissschäden im Forst führe.

### Winterschlafähnliche Zustände bei Vögeln
Viele Vögel, wie Kolibris, nutzen bei Nahrungsmangel oder Kälteeinbrüchen täglichen Torpor. Saisonaler mehrtägiger Torpor, also Winterschlaf, ist nur bei der Winternachtschwalbe bekannt.  In unseren Breiten verfallen bei Hungerperioden junge Mauersegler während des Schlafes in einen Zustand mit leicht geminderter Körpertemperatur.